# Аббатство Сент-Уэн
Аббатство Сент-Уэн (фр. Abbaye Saint-Ouen de Rouen) — один из основных исторических памятников французского города Руана; сохранившаяся церковь аббатства является ярким образцом завершённого готического сооружения в Нормандии.
Комплекс аббатства в 1840 году был наделён статусом классифицированного национального исторического памятника.

## История

### Эпоха меровингов и каролингов
Аббатство Сент-Уэн было основано в 553 году во имя святого Петра, и стало одним из самых могущественных монастырей бенедиктинского ордена в Нормандии. Первым храмом, построенным на этом месте, стала базилика периода меровингов, где в конце 680-х годов похоронили руанского епископа Одона (святой Уэн), в честь которого и было названо аббатство. Прежде монастырь бенедиктинцев был посвящён «святым Апостолам». Именно это первое аббатство разорили норманны в 841 году.

### Романский период
Первым аббатом, о котором сохранились документальные свидетельства, был Хильдеверт (960?—1006); ему приписывается заслуга восстановления аббатства. Он убедил Рауля, графа д’Иври, вернуть аббатству земли на территории графства Э. В 1067 году Вильгельм I Завоеватель подтвердил это решение в пользу аббатства.
Начиная с 1062 года, когда Нормандия была герцогством, в аббатстве приступили к восстановлению каролингской церкви в романском стиле; её посвятили святому Петру и первые погребения в ней датируются 1095 годом. В 1090 году в суассонском аббатстве Сен-Медар были приобретены мощи различных святых (голова Сен-Ромена, рука Сен-Годара и прочие). В 1108/1112 годах герцог Нормандии и король Англии Генрих I преподнёс в дар аббатству имение на территории Эссекса; также в Эссексе находилось приорство аббатства.
Главная церковь аббатства в романском стиле была освящена 17 октября 1126 года. 26 октября сюда перенесли мощи святого Уэна и прочие реликвии аббатства. Позже завершили строительство клуатра и монастырских построек. В сентябре 1136 года аббатство сгорело, и аббат Райнфруа занялся его восстановлением.
Церковь сгорела в 1248 году. Археологические раскопки, проведённые в 1885 году, показали, что размеры романской церкви были сопоставимы с размерами готической церкви, существующей в наши дни. Помимо центрального, церковь имела боковые нефы, а длина трансепта достигала 54 метра. От романской монастырской церкви сохранилась двухуровневая апсида, называемая «tour aux Clercs».

### Готическая эпоха

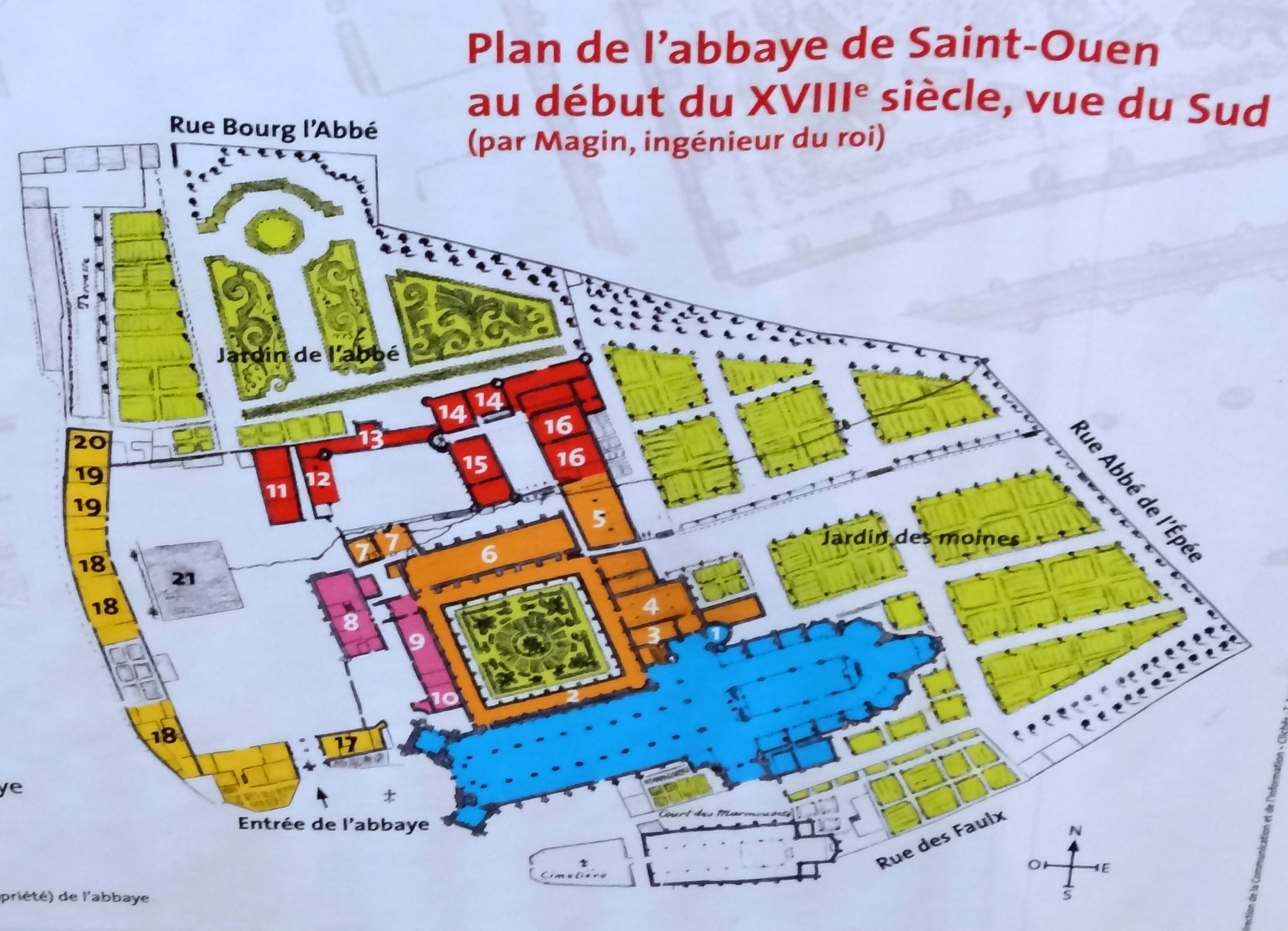
Территория аббатства в начале XVIII века

Работы по возведению готического здания церкви аббатства, существующего в наше время, начались в 1318 году, под руководством аббата Марка д’Аржана. Необходимость строительства была вызвана обрушением романского хора, однако строительство новой церкви замедлилось в эпоху Столетней войны.
В церковной капелле Sainte-Agnès можно увидеть надгробный камень с эпитафией, где сказано, что генеральный проектировщик Александр де Берневаль, скончавшийся 5 января 1440 года, является создателем этой церкви. Предположительно, именно он изображён на надгробии с компасом в руках.

### От Ренессанса до наших дней
Строительство нефа церкви завершили только к 1537 году, а западный фасад был построен только в XIX веке.
В XVIII веке конгрегация мавристов осуществила реформу ордена бенедиктинцев. При этом в аббатстве прошла крупная кампания восстановления монастырских строений.
С 1803 года и вплоть до настоящего времени в здании прежнего монашеского дортуара XVIII века расположена мэрия Руана. Резиденцию аббата снесли в 1816 году. В здании церкви в период Французской революции находилась фабрика. Впоследствии церковь вернули католикам, но она так и не стала приходской церковью.
В настоящее время в здании церкви проводятся концерты и выставочные экспозиции.

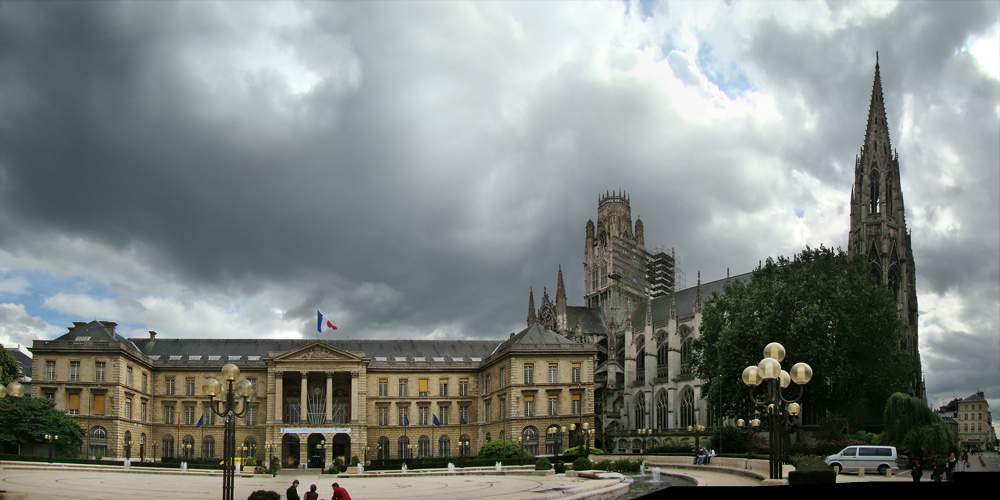
Церковь аббатства и общежитие монахов, где сейчас находится мэрия

## Церковь аббатства

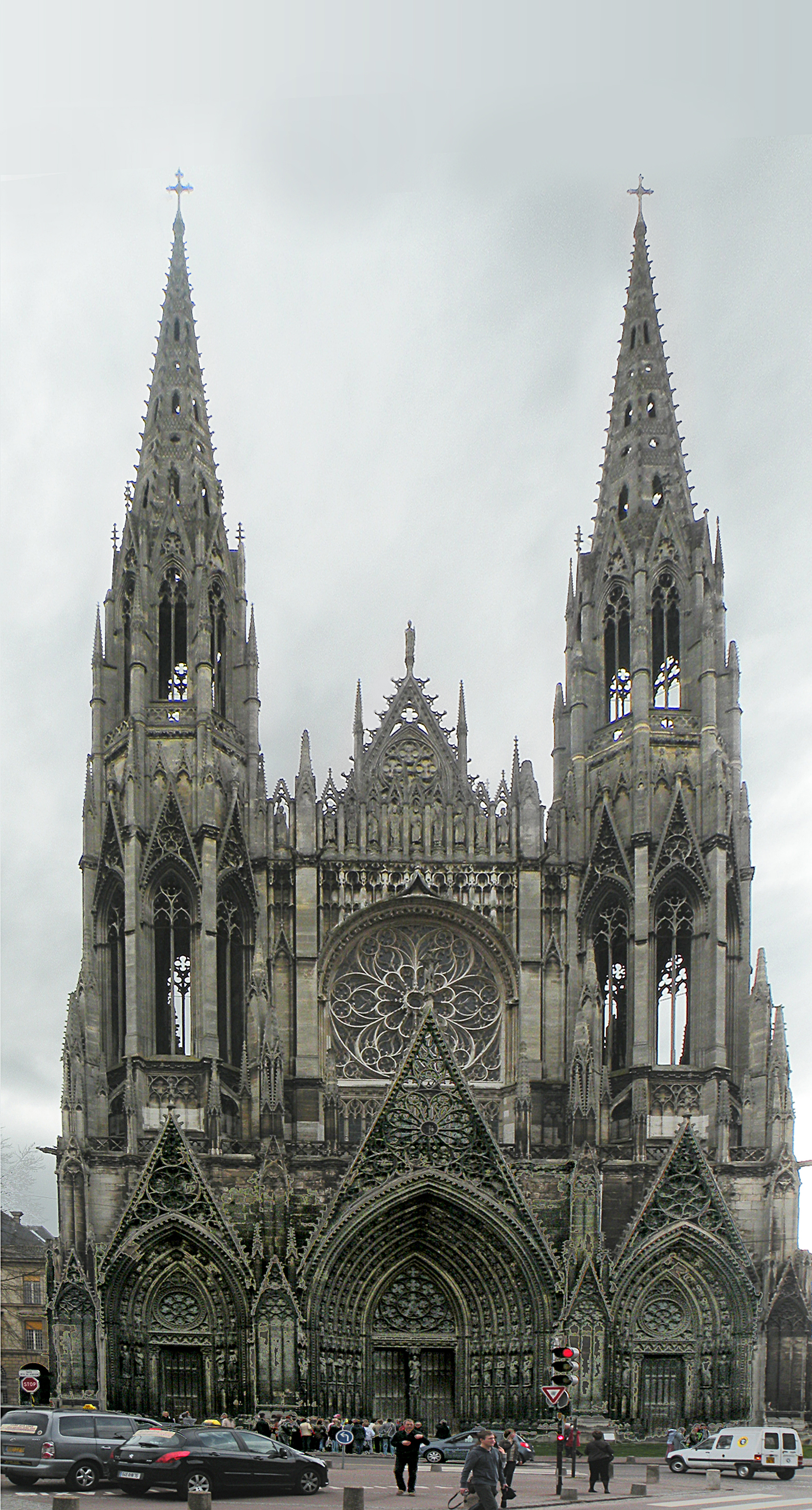
Западный фасад церкви (XIX век)

### Западный фасад
Западный фасад церкви выполнен в стиле неоготики; его сооружение велось с 1846 по 1851 год. Проект, выполненный архитектором Анри Грегуаром, имеет много общих мотивов с Кёльнским собором. Основания башен XVI века были снесены. К той эпохе принадлежит только окно-роза.

### Врата мармузетов
Вход в церковь открыт через «врата мармузетов», которые расположены в южном рукаве трансепта. Рёбра сводчатого потолка сходятся на два крупных выступающих замковых камня. Поле фронтона посвящено Деве Марии. Внутренняя часть арок, а также столб под перекладиной портала, украшены 40 скульптурными медальонами, показывающих житие святого Уэна, статуя которого помещена на портальном столбе.

### Внутренняя обстановка
Длина здания церкви аббатства составляет 134 метра, а высота её сводов составляет 33 метра. Церковь имеет красивую центральную башню поздней готики, которая в отличие от Руанского собора не выполняет функцию фонарной башни. В этой башне, высота которой составляет 82 метра, расположены колокола, один из которых весом 4 тонны был расплавлен в 1701 году.

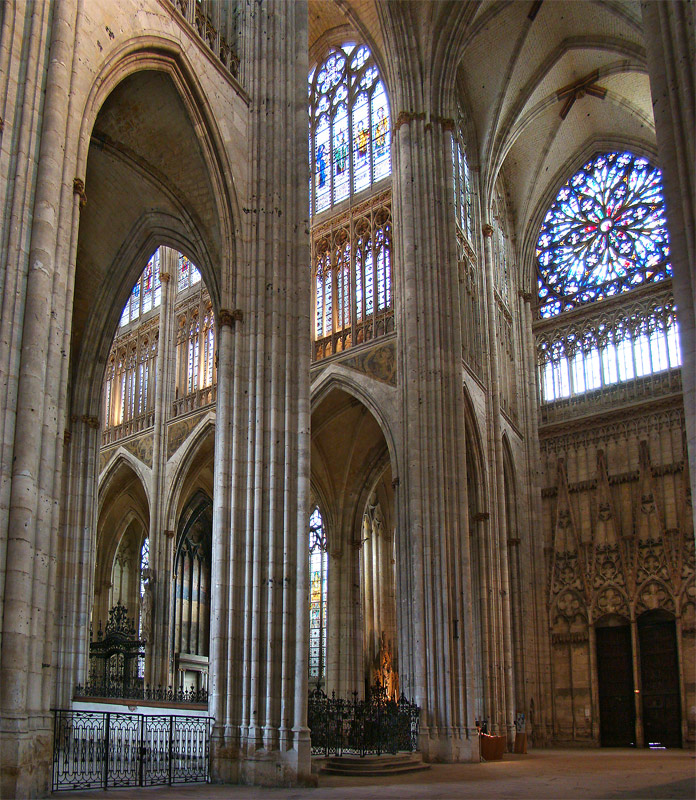
Средокрестие трансепта

К северной стене нефа примыкает сохранившаяся в наше время галерея клуатра. Её стена декорирована красивой резной каменной паутиной.
Хор и деамбулаторий с его 11 часовнями, видимыми из сада аббатства, отличаются выдержанностью пропорций и равномерным распределением; все они выполнены в стиле зрелой готики, кроме северного фрагмента хора напротив которого расположена романская апсида, прозванная «tour aux Clercs», являющаяся остатками более ранней монастырской церкви. Проходы в хор закрыты металлическими вратами, кованными в 1740/1749 годах. Над большими арками под трифорием сохранилась стенная роспись XIV века. Главный алтарь из позолоченной латуни выполнен в 1885 году парижской мастерской Placide Poussielgue-Rusand.
Витражи церкви аббатства Сент-Уэн представляют собой однородную совокупность, единое художественное произведение, выполненное в XIV—XV веках. Все оконные проёмы церкви оснащены витражами.

## Сады аббатства

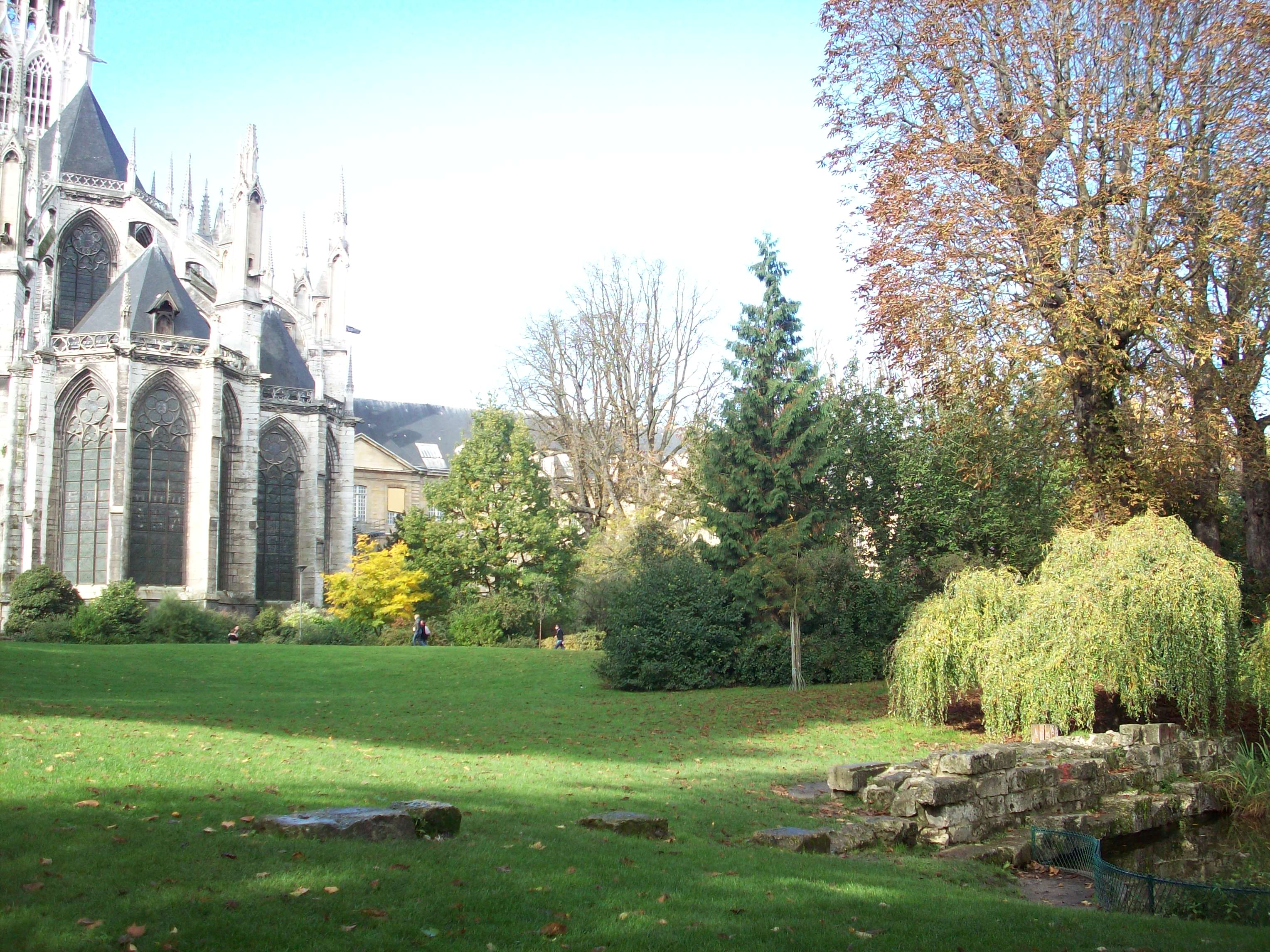
Сад у мэрии

Прежние сады аббатства теперь называются «садами у мэрии».
В саду возле западного входа, у «врат мармузетов», можно увидеть копию большого рунного камня из Еллинга, которую Дания подарила Руану в 1911 году, по случаю празднования 1000-летнего юбилея Нормандии.
Поблизости расположена каменная скульптура первого герцога Нормандии Роллона работы Арсена Летелье, а также бронзовый бюст бельгийского поэта Эмиля Верхарна, погибшего на железнодорожном вокзале Руана в 1916 году, работы архитектора Анри Лагрифула (1948 год).
Севернее церкви в саду устроен декоративный пруд, украшенный скульптурной композицией похищения Деяниры кентавром Нессом.